# اللجنة الدولية لتمويل فرص التعليم العالمية

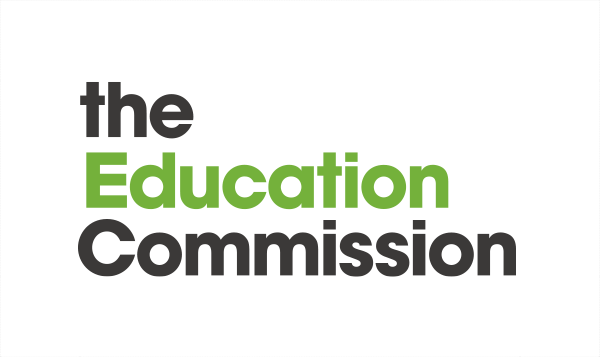

اللجنة الدولية لتمويل فرص التعليم العالمية (المعروفة أيضًا باسم لجنة التعليم) أنشأت في عام 2015 لتنشيط قضية الاستثمار في التعليم ورسم مسار لزيادة الاستثمار، لا سيما في البلدان منخفضة ومتوسطة الدخل، وكانت برئاسة المبعوث الخاص للأمم المتحدة للتعليم العالمي ورئيس الوزراء البريطاني السابق جوردون براون، قدمت اللجنة تقريرها بعنوان جيل التعلم: الاستثمار في التعليم من أجل عالم متغير، إلى الأمين العام للأمم المتحدة بان كي مون في 18 سبتمبر 2016، دعا التقرير إلى «أكبر توسع للفرص التعليمية في التاريخ». وأشار الأمين العام إلى أنه سيعمل على توصيات اللجنة.

## تشكيل وعضوية الهيئة
من بين أهداف التنمية المستدامة السبعة عشر التي اتفق عليها قادة العالم في قمة التنمية المستدامة لعام 2015، كان هدف التعليم: ضمان التعليم الجيد الشامل والمنصف بحلول عام 2030 وتعزيز فرص التعلم مدى الحياة للجميع. تم مواءمة عمل اللجنة مع ذلك والأهداف الأوسع لأهداف التنمية المستدامة، مع تفويض لتحديد أكثر الطرق فعالية وخاضعة للمساءلة لتعبئة الموارد ونشرها للمساعدة في ضمان حصول جميع الأطفال والشباب على فرصة للمشاركة والتعلم واكتساب المهارات يحتاجون إليها لمرحلة البلوغ والعمل في القرن الحادي والعشرين. أعضاء اللجنة هم رؤساء حكومات ودول وحكومات حاليون وسابقون، ووزراء حكوميون، وقادة في مجالات التعليم والأعمال والاقتصاد والتنمية والصحة والأمن.

## البحث وتطوير التوصيات
تقرير اللجنة هو أحدث دراسة عن أهمية إصلاح وبناء واستدامة أنظمة التعليم الناجحة. على سبيل المثال، حلل تقرير ماكنزي لعام 2010 ما مجموعه20 نظامًا تعليميًا لفهم العوامل التي تدعم الأنظمة ذات الأداء الجيد. وفي الآونة الأخيرة فحصت مؤسسة بروكينغز الفجوة التعليمية الكبيرة بين البلدان المتقدمة والنامية، وخلصت إلى أنه «عندما يتم عرضها كمتوسط عدد السنوات في المدرسة ومستويات الإنجاز، فإن العالم النامي يتخلف عن البلدان المتقدمة بحوالي 100 عام».
لإجراء الدراسة الخاصة بها وتطوير التوصيات، أنشأت لجنة التعليم مجموعة من مراكز البحث وشبكة من المستشارين الخبراء الذين يركزون على أجزاء مختلفة من التحقيق. استندت استنتاجاته وتوصياته إلى بحث جديد أجراه شركاء حول العالم، وتحليل خبراء جديد لقاعدة الأدلة الحالية، ومشاورات عالمية واسعة النطاق مع الممارسين، ومع مقدمي التعليم، ووزراء المالية والتعليم، وواضعي السياسات، والشركاء في مجال التعليم. شارك في هذه العملية أكثر من 300 شريك في 105 دول. كما استند تقريرها النهائي أيضًا إلى استنتاجات لجان الخبراء المتخصصة في التكنولوجيا والصحة والتعليم والتمويل، فضلاً عن لجنة الشباب. قاد تطوير التقرير مدير المفوضية جوستين دبليو فان فليت ومدير الأبحاث والتقرير ليسبيت ستير.

## عرض التقرير والاستقبال
تم تقديم تقرير جيل التعلم إلى الأمين العام للأمم المتحدة بان كي مون في 18 سبتمبر 2016، بالتزامن مع اجتماع الجمعية الوطنية للأمم المتحدة لعام 2016. وقد استقبل الأمين العام التقرير بشكل إيجابي، واصفًا إياه بأنه «جزء رئيسي من البحث والتحليل» وقال إنه «يشير إلى التعليم باعتباره أقوى استثمار يمكننا القيام به في المستقبل، محرك أساسي للتنمية الشخصية والوطنية والعالمية».

## الأنشطة الجارية
التزم زعماء العالم في قمة مجموعة العشرين في هامبورغ 2017 بتطوير مرفق التمويل الدولي للتعليم، وهي مبادرة اقترحتها المفوضية والتي يمكن أن تجعل من الممكن تمويل التعليم الشامل. نص إعلان قادة مجموعة العشرين لعام 2017 على ما يلي: «نلاحظ اقتراح الأمين العام للأمم المتحدة بإنشاء مرفق تمويل دولي للتعليم مع مراعاة المبادرات الأخرى القائمة، مثل الشراكة العالمية للتعليم والتعليم لا يمكن أن تنتظر، ونتطلع إلى فحص بمزيد من التفصيل في ظل رئاسة الأرجنتين بهدف تقديم توصيات بشأنها».
في الأشهر الستة التي سبقت قمة مجموعة العشرين، اتخذ ما يقرب من 140 ألف مواطن إجراءات لدعوة قادة العالم لوضع التعليم على أجندة مجموعة العشرين. احتل مرفق التمويل الدولي للتعليم مكانة بارزة في هذه الحركة الشعبية وتم الإشادة بقدرته على «زيادة تمويل التعليم بأكثر من 10 مليارات دولار سنويًا بحلول عام 2020» كما ذكرت صحيفة الغارديان.
في مقال رأي مشترك نُشر على شبكة سي إن إن عقب اجتماع مجموعة العشرين مباشرة، قال رئيس اللجنة جوردون براون والمفوضة شاكيرا مبارك: "إن دعم مجموعة العشرين لمرفق التمويل الدولي المقترح للتعليم يعني أموالًا جديدة مرتبطة بنتائج حقيقية في حياة الأطفال. يقدم المرفق شريان حياة للعديد من أطفال العالم الذين هم خارج المدرسة. هذا الاتفاق بين البلدان الراغبة في الاستثمار والإصلاح، والمجتمع الدولي الحريص على اتخاذ الإجراءات، يثبت أن التعاون حي وبصحة جيدة". وفي حديثه مع سي إن بي سي أفريقيا وصف عضو اللجنة ورئيس تنزانيا السابق جاكايا كيكويتي مجموعة العشرين إقرار مرفق التمويل الدولي المقترح للتعليم باعتباره "خطوة كبيرة إلى الأمام.